# Cal Xic
Cal Xic és una casa de Font-rubí (Alt Penedès) inclosa a l'Inventari del Patrimoni Arquitectònic de Catalunya.

## Descripció
És una casa aïllada composta de planta baixa, pis i golfes, amb façana a quatre vessants i torratxa central. Té cornises de separació dels pisos, façanes de composició simètrica i jardí. Destaca la utilització del totxo vist. Té diversos edificis agrícoles annexes.